# Randy A. George

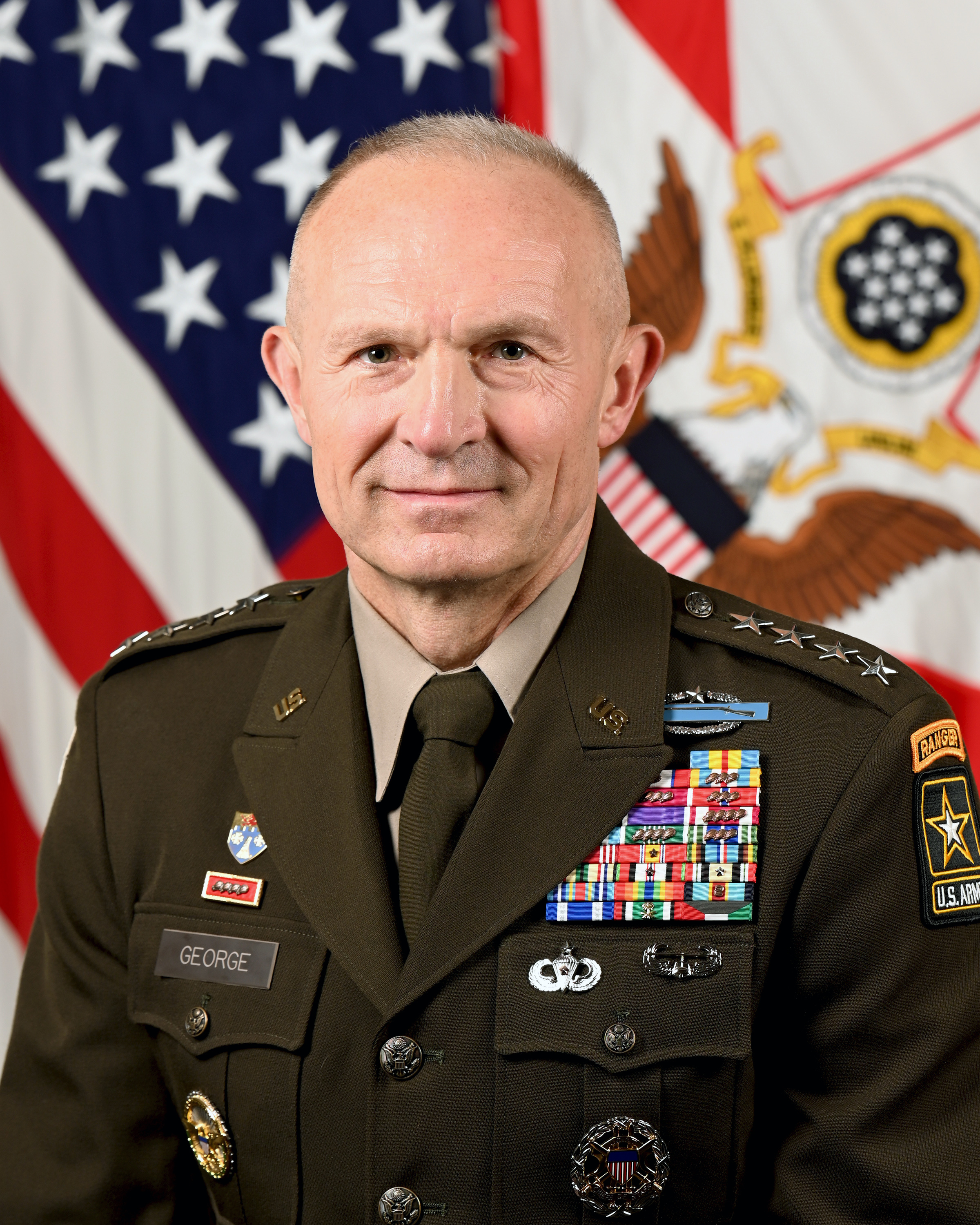
Randy George (2022)

Randy Alan George (* 1. November 1964 in Alden, McHenry County, Illinois) ist ein General der United States Army und seit August 2023 der Generalstabschef der Army.

## Militärische Karriere
In den Jahren 1984 bis 1988 besuchte Randy George die United States Military Academy in West Point. Nach seiner Graduation wurde er als Leutnant der Infanterie zugeteilt. In der Armee durchlief er anschließend alle Offiziersränge vom Leutnant bis zum Vier-Sterne-General. Im Lauf seiner militärischen Karriere absolvierte George verschiedene Kurse und Schulungen. Dazu gehörten unter anderem der Armored Advance Course, das Command and General Staff College, die Colorado School of Mines sowie das Naval War College.
In seinen jüngeren Jahren versah er den für Offiziere in den niederen Rangstufen üblichen Dienst in verschiedenen Einheiten und Standorten. Im weiteren Verlauf seiner Laufbahn kommandierte er Einheiten auf fast allen militärischen Ebenen. Zwischenzeitlich wurde er auch als Stabsoffizier eingesetzt. Im Jahr 2001 war er Stabsoffizier in einem in Italien stationierten Infanteriebataillon. Anschließend war er im Irakkrieg eingesetzt. Dort war er Stabsoffizier und dann stellvertretender Kommandeur der 173. Luftlandebrigade. Nach seiner Rückkehr in die Vereinigten Staaten im Jahr 2004 wurde er Bataillonskommandeur im 187. Infanterieregiment, mit dem er nochmals in den Irak versetzt wurde. Im Jahr 2007 erfolgte eine weitere Versetzung dorthin, wo er dem multinationalen Korps angehörte.
Im Jahr 2008 wurde George zur 4. Infanteriedivision versetzt, wo er das Kommando über deren 4. Brigade erhielt und mit dieser im Mai 2009 nach Afghanistan versetzt wurde, um an der Operation Enduring Freedom teilzunehmen. Danach war er für einige Zeit Stabsoffizier beim stellvertretenden Stabschef der Armee im Pentagon. Dort war er vor allem für auswärtige Beziehungen zuständig, wobei die Schwerpunkte seiner Arbeit die Staaten Pakistan und Afghanistan waren. Nach weiteren Generalstabsverwendungen im Pentagon und bei der 4. Infanteriedivision übernahm George am 24. August 2017 als Nachfolger von Ryan F. Gonsalves das Kommando über diese Division, das er bis zum 4. Oktober 2019 innehatte. Zwischenzeitlich war er als Divisionskommandeur erneut in Afghanistan stationiert. Am 4. Februar 2020 übernahm er den Oberbefehl über das I. Korps. In dieser Funktion löste er Gary J. Volesky ab. Das Hauptquartier des Korps befindet sich in Fort Lewis (Joint Base Lewis McChord) im Bundesstaat Washington.
Nachdem Randy George am 2. Juni 2020 sein Kommando an Xavier Brunson übergeben hatte, wurde er militärischer Berater (senior military assistant) im Verteidigungsministerium. Dort war er zwischen Juni 2021 und Juni 2022 tätig. Am 5. August 2022 wurde er als Nachfolger von Joseph M. Martin zum 38. Vice Chief of Staff of the Army ernannt. Dieses Amt hatte er bis September 2023 inne. Ab August 2023 war George interimsweise Chief of Staff of the Army, ehe im darauffolgenden Monat in das Amt eingeschworen wurde.

## Beförderungen innerhalb der Generalsränge
- 5. August 2022: General
- 4. Februar 2020: Generalleutnant
- 2. Januar 2017: Generalmajor
- 2. April 2014: Brigadegeneral

## Orden und Auszeichnungen
Randy George erhielt im Lauf seiner militärischen Laufbahn unter anderem folgende Auszeichnungen:
- Defense Distinguished Service Medal
- Army Distinguished Service Medal
- Defense Superior Service Medal
- Legion of Merit
- Bronze Star Medal
- Purple Heart
- Meritorious Service Medal
- Joint Service Commendation Medal
- Army Commendation Medal
- Army Achievement Medal
- Meritorious Unit Commendation
- Good Conduct Medal
- National Defense Service Medal
- Armed Forces Expeditionary Medal
- Southwest Asia Service Medal
- Afghanistan Campaign Medal
- Iraq Campaign Medal
- Global War on Terrorism Expeditionary Medal
- Army Service Ribbon
- Army Overseas Service Ribbon
- NATO-Medaille
- Kuwait Liberation Medal (Saudi-Arabien)
- Kuwait Liberation Medal (Kuwait)
- Combat Infantryman Badge